# Xylocopa bomboides
Xylocopa bomboides är en biart som beskrevs av Smith 1879. Xylocopa bomboides ingår i släktet snickarbin, och familjen långtungebin. Inga underarter finns listade i Catalogue of Life.